# Bistum Mbulu

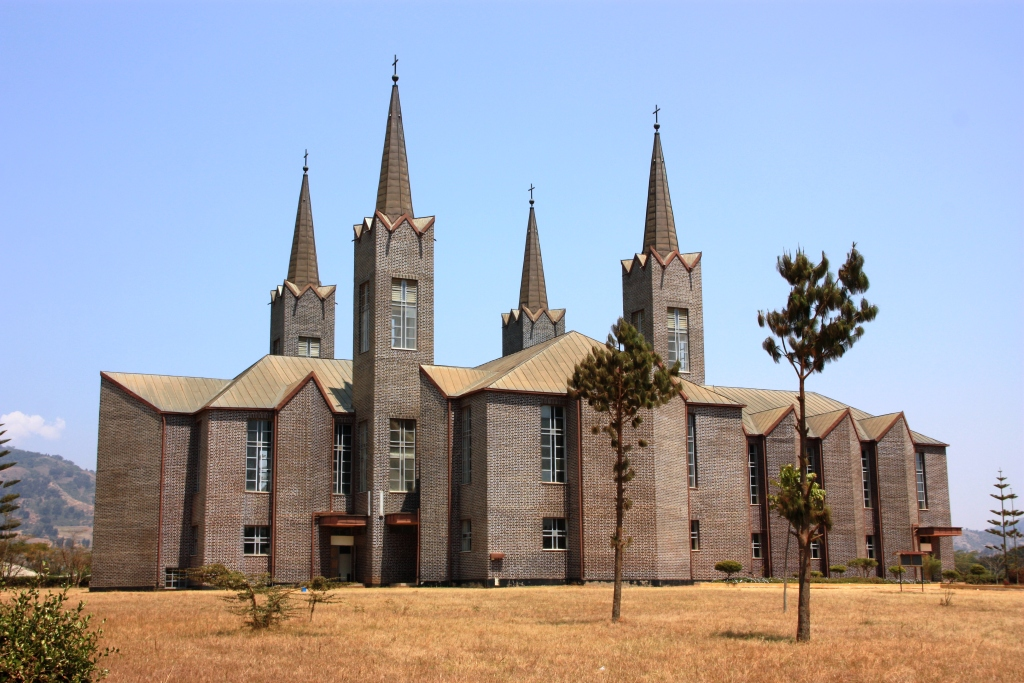
Katholische Kathedrale Mbulu

Das Bistum Mbulu (lat.: Dioecesis Mbuluensis) ist eine in Tansania gelegene römisch-katholische Diözese mit Sitz in Mbulu.

## Geschichte
Der Ursprung der katholischen Kirche hier war eine Station der Weißen Väter namens Neu-Trier in der deutschen Kolonialzeit.
Das Bistum Mbulu wurde am 14. April 1943 durch Papst Pius XII. aus Gebietsabtretungen der Apostolischen Präfektur Dodoma und des Apostolischen Vikariates Kilimandscharo als Apostolische Präfektur Mbulu errichtet. Am 10. Januar 1952 wurde die Apostolische Präfektur Mbulu durch Pius XII. zum Apostolischen Vikariat erhoben. 
Das Apostolische Vikariat Mbulu wurde am 25. März 1953 durch Pius XII. zum Bistum erhoben. Das Bistum Mbulu gab am 25. März 1972 Teile seines Territoriums zur Gründung des Bistums Singida ab.

## Ordinarien

### Apostolische Präfekten von Mbulu
- Patrick Winters SAC, 1944–1952

### Apostolische Vikare von Mbulu
- Patrick Winters SAC, 1952–1953

### Bischöfe von Mbulu
- Patrick Winters SAC, 1953–1971
- Nicodemus Atle Basili Hhando, 1971–1997
- Jude Thadaeus Ruwa’ichi OFMCap, 1999–2005, dann Bischof von Dodoma
- Beatus Kinyaiya OFMCap, 2006–2014, dann Erzbischof von Dodoma
- Anthony Lagwen, seit 2018